# Klebsiella africana
Klebsiella africana es una especie de  bacteria gramnegativa del género Klebsiella. Fue descrita en el año 2019. Su etimología hace referencia a África. Se trata de la descripción a nivel de especie del linaje Kp7 de K. pneumoniae. Es inmóvil, en forma de bacilo y con cápsula. Las colonias son lisas, circulares, blancas. Solamente se ha aislado de heces humanas y de heces de murciélagos en Australia.